# Eredivisie (vrouwenhandbal) 2001/02
De Lucardi Eredivisie is de hoogste afdeling van het Nederlandse handbal bij de vrouwen op landelijk niveau. In het seizoen 2001/2002 werd Hellas landskampioen. Blerick degradeerde naar de Eerste divisie.

## Teams
| Club                  | Plaats                  | Provincie     |                  |
| --------------------- | ----------------------- | ------------- | ---------------- |
| FIQAS/Aalsmeer        | Aalsmeer                | Noord-Holland | De Bloemhof      |
| AAC 1899              | Arnhem                  | Gelderland    | Rijkerswoerd     |
| Blerick               | Blerick                 | Limburg       |                  |
| Hellas                | Den Haag                | Zuid-Holland  | Hellashal        |
| NEA                   | Ouderkerk aan de Amstel | Noord-Holland | Bindelwijk       |
| Van der Voort Quintus | Kwintsheul              | Zuid-Holland  | Van der Voorthal |
| Zeeman Vastgoed/SEW   | Nibbixwoud              | Noord-Holland | 't Span          |
| De Volewijckers       | Amsterdam               | Noord-Holland | Elzenhagen       |
| Koenders/V&L          | Geleen                  | Limburg       | Glanerbrook      |
| VZV                   | 't Veld                 | Noord-Holland | 't Zijveld       |

## Reguliere competitie
| Pos | Club                  | Wed | W  | G | V  | Ptn | DV  | DT  | +/−  | Opmerking                           |
| --- | --------------------- | --- | -- | - | -- | --- | --- | --- | ---- | ----------------------------------- |
| 1   | Zeeman Vastgoed/SEW   | 18  | 16 | 1 | 1  | 33  | 547 | 371 | +176 | Gekwalificeerd voor kampioenspoule  |
| 2   | Hellas                | 18  | 15 | 1 | 2  | 31  | 483 | 370 | +113 | Gekwalificeerd voor kampioenspoule  |
| 3   | Van der Voort Quintus | 18  | 12 | 1 | 5  | 25  | 410 | 361 | +49  | Gekwalificeerd voor kampioenspoule  |
| 4   | NEA                   | 18  | 9  | 4 | 5  | 22  | 362 | 346 | +16  | Gekwalificeerd voor kampioenspoule  |
| 5   | Koenders/V&L          | 18  | 8  | 3 | 7  | 19  | 410 | 411 | −1   | Gekwalificeerd voor kampioenspoule  |
| 6   | AAC 1899              | 18  | 9  | 0 | 9  | 18  | 425 | 450 | −27  | Gekwalificeerd voor degradatiepoule |
| 7   | De Volewijckers       | 18  | 7  | 0 | 11 | 14  | 371 | 402 | −31  | Gekwalificeerd voor degradatiepoule |
| 8   | FIQAS/Aalsmeer        | 18  | 5  | 0 | 13 | 10  | 346 | 424 | −66  | Gekwalificeerd voor degradatiepoule |
| 9   | VZV                   | 18  | 4  | 0 | 14 | 8   | 372 | 452 | −80  | Gekwalificeerd voor degradatiepoule |
| 10  | Blerick               | 18  | 0  | 0 | 18 | 0   | 342 | 497 | −161 | Gekwalificeerd voor degradatiepoule |

## Nacompetitie

### Degradatiepoule
| Pos | Club            | Wed | W | G | V | Ptn | DV  | DT  | +/− | BP | Opmerking                              |
| --- | --------------- | --- | - | - | - | --- | --- | --- | --- | -- | -------------------------------------- |
| 1   | FIQAS/Aalsmeer  | 8   | 6 | 0 | 2 | 15  | 179 | 168 | +11 | 3  |                                        |
| 2   | AAC 1899        | 8   | 5 | 0 | 3 | 15  | 170 | 182 | −12 | 5  |                                        |
| 3   | De Volewijckers | 8   | 4 | 0 | 4 | 12  | 181 | 168 | +13 | 4  |                                        |
| 4   | VZV             | 8   | 3 | 0 | 5 | 8   | 165 | 155 | +10 | 2  |                                        |
| 5   | Blerick         | 8   | 2 | 0 | 6 | 5   | 155 | 177 | −22 | 1  | Directe degradatie naar eerste divisie |

### Kampioenspoule
| Pos | Club                  | Wed | W | G | V | Ptn | DV  | DT  | +/− | BP | Opmerking                        |
| --- | --------------------- | --- | - | - | - | --- | --- | --- | --- | -- | -------------------------------- |
| 1   | Hellas                | 8   | 7 | 0 | 1 | 18  | 210 | 142 | +68 | 4  | Gekwalificeerd voor Best of Five |
| 2   | Zeeman Vastgoed/SEW   | 8   | 6 | 1 | 1 | 18  | 202 | 165 | +37 | 5  | Gekwalificeerd voor Best of Five |
| 3   | Van der Voort Quintus | 8   | 2 | 1 | 5 | 8   | 151 | 174 | −23 | 3  |                                  |
| 4   | NEA                   | 8   | 3 | 0 | 5 | 8   | 141 | 168 | −27 | 2  |                                  |
| 5   | Koenders/V&L          | 8   | 1 | 0 | 7 | 3   | 154 | 210 | −56 | 1  |                                  |

#### Best of Five
|  | Hellas | 20 − 21 | Zeeman Vastgoed/SEW | Hellashal, Den Haag |
|  |        |         |                     | Hellashal, Den Haag |
|  |        |         |                     | Hellashal, Den Haag |

|  | Zeeman Vastgoed/SEW | 26 − 30 | Hellas | 't Span, Wognum |
|  |                     |         |        | 't Span, Wognum |
|  |                     |         |        | 't Span, Wognum |

|  | Hellas | 33 − 29 | Zeeman Vastgoed/SEW | Hellashal, Den Haag |
|  |        |         |                     | Hellashal, Den Haag |
|  |        |         |                     | Hellashal, Den Haag |

|  | Zeeman Vastgoed/SEW | 22 − 23 | Hellas | 't Span, Wognum |
|  |                     |         |        | 't Span, Wognum |
|  |                     |         |        | 't Span, Wognum |

| 5 juni 2001 | Hellas | v | Zeeman Vastgoed/SEW | Hellashal, Den Haag |
| 5 juni 2001 |        |   |                     | Hellashal, Den Haag |
| 5 juni 2001 |        |   |                     | Hellashal, Den Haag |

## Handbalster van het jaar
Op zaterdagavond 22 juni 2002 werd de handballer en handbalster van het afgelopen seizoen gekozen:
| Plek | Naam               | Club   |
| ---- | ------------------ | ------ |
| 1    | Silvia Hofman      | Hellas |
| 2    | Maaike Turnhout    |        |
| 3    | Mariska Schenkel   |        |
| 4    | Laura Robben       | NEA    |
| 5    | Edwina Hofstaetter |        |

| Categorie                                        | Winnaar              | Club      |
| ------------------------------------------------ | -------------------- | --------- |
| Talent van het jaar                              | Pearl van der Wissel | Hellas    |
| Beste handbalster uit de buitenlandse competitie | Olga Assink          | GOG Gudme |